# Drink (Voeren)
Drink is een gehucht dat behoort tot de gemeente Voeren in de Belgische provincie Limburg. Drink, bestaande uit enkele huizen en boerderijen en maakt deel uit van de deelgemeente Sint-Pieters-Voeren. Het ligt een kilometer zuidelijker dan de dorpskern van Sint-Pieters-Voeren in het Voerdal.
In Drink vindt men een van de belangrijkste bronnen van de Voer.
Deelgemeenten: 's-Gravenvoeren · Moelingen · Remersdaal · Sint-Martens-Voeren · Sint-Pieters-Voeren · Teuven

Overige kernen: Berg · Drink · Gieveld · Hagelstein · Ketten · Knap · Krindaal · Nurop · Obsinnich · Peerds · De Plank · Reesberg · Rullen · Schilberg · Schophem · Schoppemerheide · Sinnich · Snauwenberg · Stroevenbos · Swaan · Ulvend · Veld · Veurs

Belgische gemeenten · Arrondissement Tongeren · Limburg · Vlaanderen